# Distretto di Shanhaiguan
Il distretto di Shanhaiguan (山海关区S, Shānhǎiguān QūP) è un distretto della Cina, situato nella provincia di Hebei e amministrato dalla prefettura di Qinhuangdao.